# Terminal passif

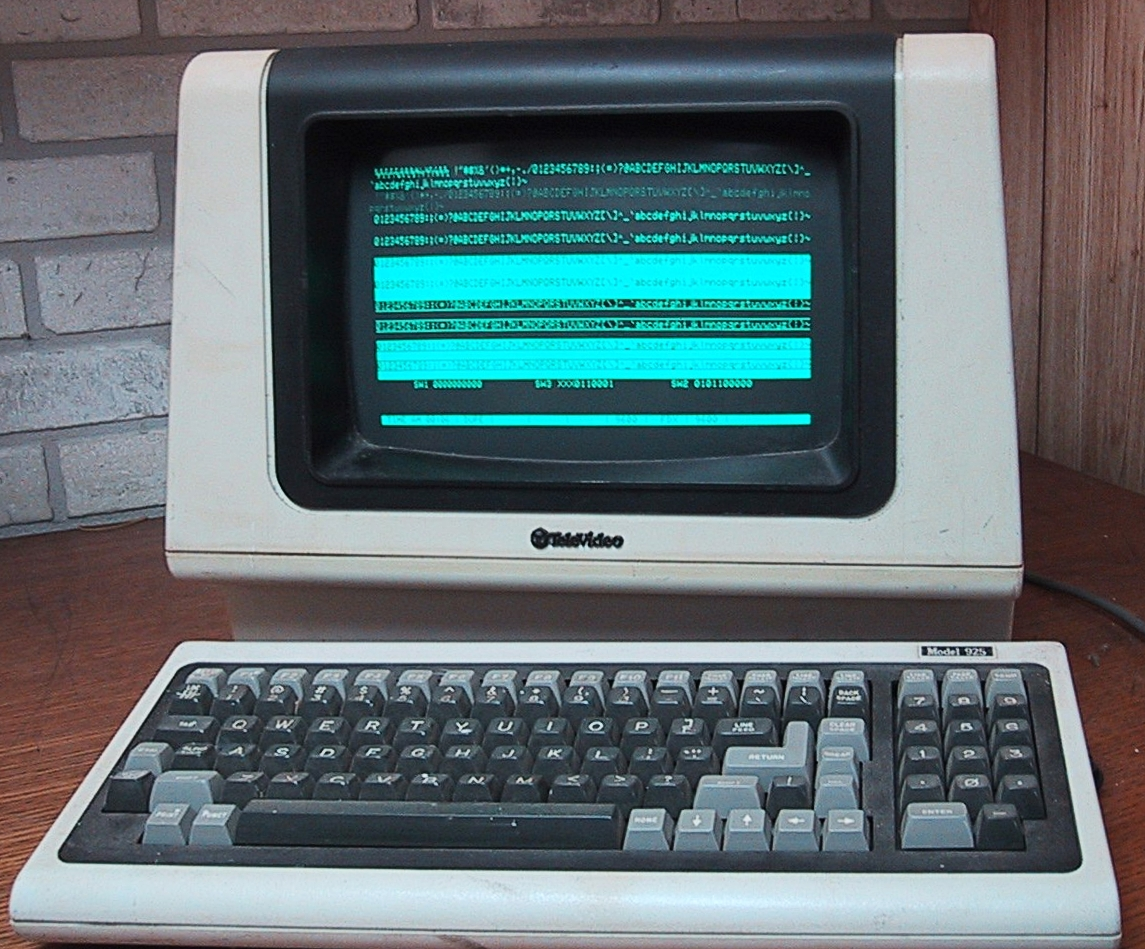
Terminal Televideo 925 (1982)

Les terminaux passifs ne possèdent pas de moyens de traitement autonomes et se contentent :
- d'accepter ce que l'utilisateur frappe au clavier ou transmet comme ordre à la souris, de le transmettre à un ordinateur (soit caractère par caractère, soit plus efficacement par blocs, par exemple chaque fois que l'utilisateur presse la touche « Entrée »).
- d'imprimer les réponses de l'ordinateur ou de les afficher sur un écran (soit en mode machine à écrire, soit en mode full-screen, que ce soit du texte pur ou des images).

Bien que bon marché et très simples à mettre en œuvre, les terminaux passifs ont souvent, à partir des années 80, été remplacés par des ordinateurs personnels, voire par des stations de travail, pour tous les travaux un peu élaborés. On a glissé petit à petit d'architectures centralisées où tous les traitements étaient effectuées de manière centralisée vers des architectures distribuées.
Un minitel est un terminal passif. Un terminal X est également un terminal passif.

## Terminal idiot
Le terme de terminal idiot constitue la traduction littérale du terme anglais dumb terminal et désigne un équipement de saisie entrant dans la catégorie des terminaux passifs.